# ラクセンブルク・ポルカ
『ラクセンブルク・ポルカ』 (ドイツ語: Laxenburger polka）作品60は、ヨーゼフ・シュトラウスが1858年にウィーンで作曲したフランス風ポルカ（ポルカ・フランセーズ）。演奏時間は約3分。
オーストリア帝国のルドルフ皇太子がラクセンブルク宮殿で誕生したことを祝う作品である。

## 作曲背景

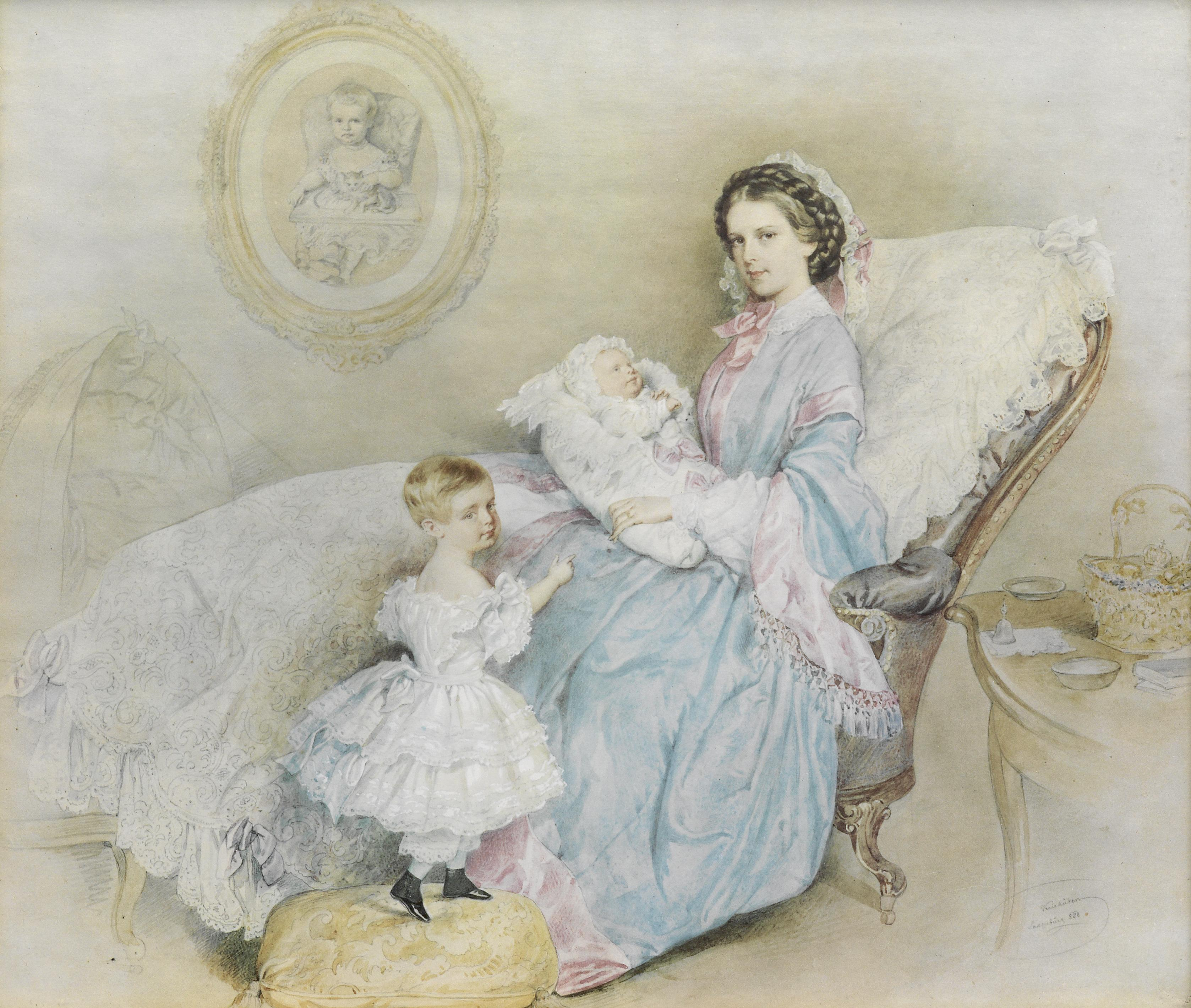
生まれたばかりのルドルフ皇太子を抱く皇妃エリーザベト（1858年、ラクセンブルク宮殿にて）

オーストリア皇帝フランツ・ヨーゼフ1世の皇妃エリーザベトは、3人目となる子供を出産するために、1858年7月の終わり頃からラクセンブルク宮殿に引き篭もった。素晴らしくロマンティックな庭園によって囲まれたラクセンブルク宮殿は、皇后を人々の好奇心から守った。ウィーンの人々はラクセンブルクの動向に重大な関心を寄せており、帝都のおよそ20キロメートル南に位置するラクセンブルクへの大規模な移住を計画するほどであった。ウィーンの各新聞は、検閲によって許可される範囲内において、皇后とその廷臣の生活についての多くの詳細な情報を含めて、ラクセンブルク宮殿とその周囲の環境についての事細かな特集記事を組んだ。
1858年8月21日、エリーザベト皇后はルドルフと名付けられた皇子を出産した。待望の皇太子が誕生した後、人々の関心はルドルフ皇子個人に向けられるようになり、出生地にすぎないラクセンブルク宮殿に対する人々の関心は急速に失われたが、ヨーゼフ・シュトラウスがこの『ラクセンブルク・ポルカ』を8月30日に初演した時に復活した。ヘルナルスの教会祭の間に、ウィーンのウンガー・カジノにおいてこのポルカは初演された。生き生きとしたこの『ラクセンブルク・ポルカ』は、ウィーンの音楽愛好家たちの間で好評を博した。
この『ラクセンブルク・ポルカ』のピアノ2手用の初版楽譜の表紙には、ラクセンブルク宮殿とその正面にある大きな湖が描かれている。1858年10月に出版された直後に、この楽譜は売り切れとなった。後に、この刺激的なポルカはシュトラウス楽団の演奏レパートリーに残ったとされる。

## ニューイヤーコンサート

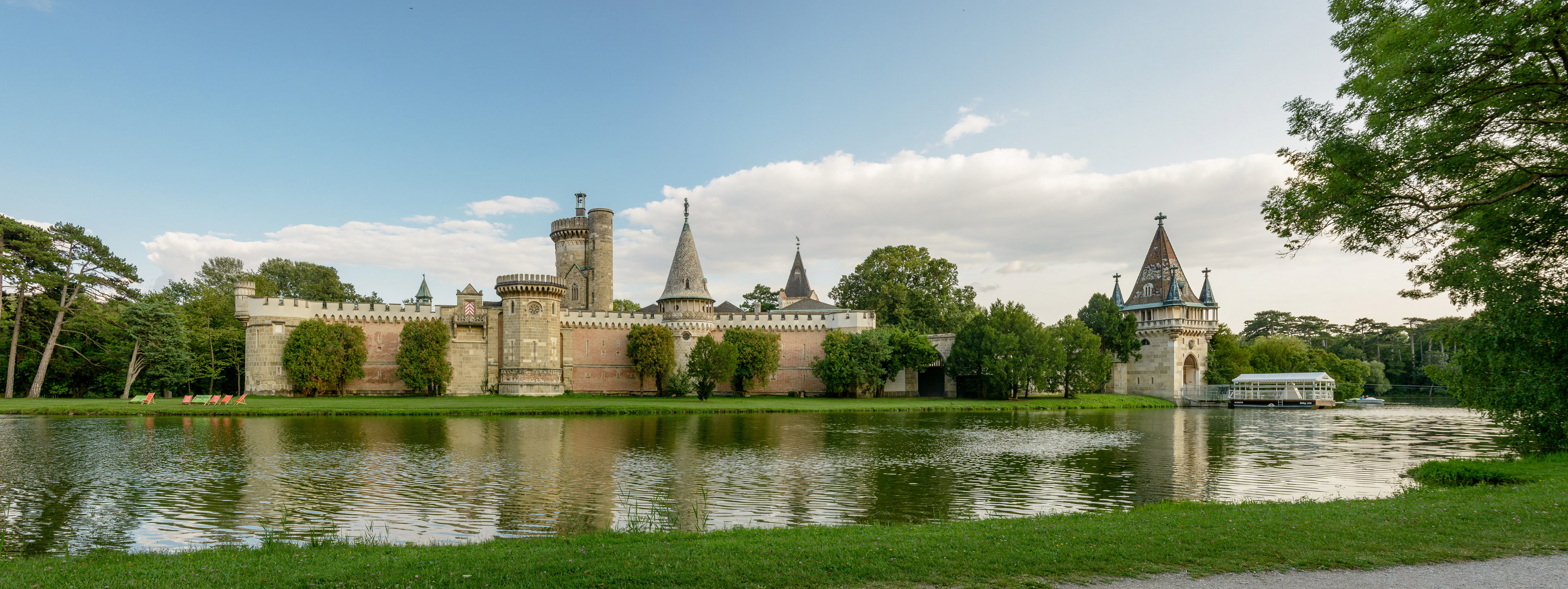
現在のラクセンブルク宮殿

2008年のウィーンフィル・ニューイヤーコンサートの第1部において、ジョルジュ・プレートルの指揮による演奏が、現在のラクセンブルク宮殿の映像と共にテレビ中継された。

## 関連作品
- 『オーストリア皇太子行進曲』 - ヨーゼフが同時期に作曲した、同じくルドルフ皇太子の誕生を祝う作品。作品番号は59。